# Ngô Phương Lan (nhà phê bình điện ảnh)
Ngô Phương Lan (sinh năm 1963) là nhà phê bình điện ảnh và từng là Cục trưởng Cục Điện ảnh Việt Nam. Bà được trao tặng Giải thưởng Nhà nước về Văn học Nghệ thuật – lĩnh vực Điện ảnh – năm 2017.
Bà hiện là Phó Chủ tịch Hội đồng Lý luận, phê bình văn học, nghệ thuật Trung ương nhiệm kỳ 5; Chủ tịch Hiệp hội Xúc tiến phát triển điện ảnh Việt Nam; Giám đốc Liên hoan phim Châu Á Đà Nẵng và Ủy viên Ban Chấp hành Mạng lưới Xúc tiến Điện ảnh Châu Á.

## Tiểu sử
Ngô Phương Lan sinh năm 1963 tại Hà Nội, bà là con cả của cặp đôi Nghệ sĩ nhân dân đạo diễn phim hoạt hình Ngô Mạnh Lân và diễn viên Phan Ngọc Lan. Em gái bà, Ngô Phương Ly, là phu nhân Tổng Bí thư Đảng Cộng sản Việt Nam Tô Lâm.
Chồng của Ngô Phương Lan là Đinh Trọng Tuấn – nguyên Tổng biên tập Tạp chí Thế giới Điện ảnh – và con trai lớn là đạo diễn điện ảnh Đinh Tuấn Vũ.

## Sự nghiệp
Ngô Phương Lan từng theo học khoa Ngữ Văn, Đại học Tổng hợp Hà Nội. Năm 1982, Ngô Phương Lan theo học khoa Lý luận, phê bình điện ảnh (Điện ảnh học) tại Đại học Điện ảnh Quốc gia Liên Xô và tốt nghiệp năm 1988. Khi về nước, bà làm việc tại Cục Điện ảnh Việt Nam.
Năm 1999, Ngô Phương Lan trúng tuyển Nghiên cứu sinh của Viện Văn hóa Thông tin với đề tài "Tính dân tộc, tính hiện đại trong điện ảnh Việt Nam". Đến năm 2005, bà bảo vệ thành công luận án và nhận được bằng Tiến sĩ Lịch sử Văn hóa Nghệ thuật. Cũng trong năm này, bà ra mắt cuốn sách "Tính hiện đại và tính dân tộc trong Điện ảnh Việt Nam" và giành được giải Cánh diều Vàng cho công trình này. Vào năm 2007, cuốn sách này được Mạng lưới khuyến khích điện ảnh châu Á (NETPAC) chọn lọc và biên tập cùng với Galangpress, được phát hành quốc tế bằng tiếng Anh mang tên "Modernity and Nationality in Vietnamese Cinema". Đây cũng là cuốn sách đầu tiên do NETPAC xuất bản.
Từ năm 2010 đến 2011, bà là Phó Cục trưởng Cục Hợp tác quốc tế. Từ năm 2011 đến 2018, Ngô Phương Lan là Giám đốc Liên hoan phim Quốc tế Hà Nội. Từ 2012 đến 2018, bà là Cục trưởng Cục Điện ảnh. Năm 2019, bà là thành viên sáng lập và làm chủ tịch Hiệp hội xúc tiến phát triển Điện ảnh Việt Nam.
Ngô Phương Lan còn từng giữ các chức vụ và vai trò khác như: Phó chủ tịch Hội đồng Lý luận, phê bình văn học, nghệ thuật Trung Ương khóa V; Giám đốc Liên hoan phim châu Á Đà Nẵng (DANAFF) và Ủy viên Ban Chấp hành của NETPAC.
Năn 2017, bà được tặng Giải thưởng Nhà nước về Văn học Nghệ thuật với các sách: Đồng hành với màn ảnh và Tính hiện đại và tính dân tộc trong Điện anh Việt Nam.

## Tác phẩm

### Ấn bản tiếng Việt
- 1998 – Đồng hành với màn ảnh.[11]
- 2005 – Tính hiện đại và tính dân tộc trong điện ảnh Việt Nam.[1]
- 2023 – Phác thảo điện ảnh Việt Nam thời đổi mới và hội nhập.[1]

### Ấn bản ngoại ngữ
- The changing face of VietNamemes Cinema during 10 year of renovation 1986–1996 (Sự thay đổi của điện ảnh Việt Nam trong 10 năm).[15]
- Việt Nam, 2000 Second wind (Việt Nam 2000- Cơn gió mới).[15]
- A time to die, a time to live (Một thời để chết, một thời để sống).[15]

### Đồng tác giả
- 1998 – Mass Media in Vietnam (Truyền thông đại chúng ở Việt Nam). Phát hành ở Úc.[12]
- 1998 – Vietnam in the 20th Century - Plastic and Visual Arts from 1925 to our time (Việt Nam thế kỷ 20 – Nghệ thuật từ 1925 đến thời hiện đại). Phát hành ở Bỉ.[12]
- 2003 – Being and Becoming - The Cinemas of Asia (Hiện tại và tương lai của điện ảnh Châu Á). Phát hành ở Ấn Độ.[12]
- 2007 – Le Cinema Vietnamien (Điện ảnh Việt Nam). Phát hành ở Pháp.[12]
- Lịch sử điện ảnh Việt Nam (2 tập).[12]

## Giải thưởng
| Năm  | Giải thưởng                       | Ấn bản                                                | Kết quả   |        |
| ---- | --------------------------------- | ----------------------------------------------------- | --------- | ------ |
| 1998 | Giải thưởng Hội Điện ảnh Việt Nam | Đồng hành với màn ảnh                                 | Đoạt giải | [ 2 ]  |
| 2006 | Giải Cánh diều lần thứ 4          | Tính hiện đại và tính dân tộc trong Điện ảnh Việt Nam | Đoạt giải | [ 11 ] |

## Khen thưởng
- 2023 – Huân chương Lao động hạng nhì.[16]
- 2025 – Huân chương Văn học Nghệ thuật của Pháp.[17]

## Vinh danh
- 2017 – Giải thưởng Nhà nước về Văn học Nghệ thuật.[1]
- 2022 – Người có nhiều đóng góp về tác quyền khu vực châu Á Thái Bình Dương.[10][11]
- 2022 – Nhà giáo dục bản quyền của năm của Hiệp hội Điện ảnh Hoa Kỳ.[18][19]